# جواو بيدرو سوزا سيلفا
جواو بيدرو سوزا سيلفا (13 نوفمبر 1996 في البرتغال - ) هو لاعب كرة قدم برتغالي في مركز الهجوم. لعب مع نادي جل فيسنتي ونادي سانتا كلارا.

## وصلات خارجية
- جواو بيدرو سوزا سيلفا على موقع اتحاد تركيا (لاعب) (الإنجليزية)
- جواو بيدرو سوزا سيلفا على موقع قاعدة بيانات كرة القدم.إي يو (الإنجليزية)
- جواو بيدرو سوزا سيلفا على موقع ناشيونال فوتبول تيمز (الإنجليزية)
- جواو بيدرو سوزا سيلفا على موقع Soccerway.com (الإنجليزية)